# Nationalisering
 Der er for få eller ingen kildehenvisninger i denne artikel, hvilket er et problem. Du kan hjælpe ved at angive troværdige kilder til de påstande, som fremføres i artiklen.

Nationalisering er det offentliges overtagelse af tidligere kommercielle virksomheder eller hele brancher. Dette kan ske som følge af et politisk ønske om større og mere central organisering og planlægning af økonomien, eller fordi en bestemt branche eller virksomhed kommer i akut krise og er i fare for at lukke (f.eks. en bank). Der kan også ligge andre særlige motiver bag, som da man i Frankrig i 1945 nationaliserede Renault-fabrikkerne, hvis ledere havde kollaboreret med den tyske besættelsesmagt. Som oftest vil der være tale om, at det er staten, der overtager den pågældende virksomhed, men det kan også være en kommune.
Normalt ledes en nationaliseret virksomhed direkte af et ministerium eller indirekte via et offentligt aktieselskab. Politisk-ideologisk forbindes tanken om nationalisering af virksomheder ofte med socialismen, men er også forekommet i andre systemer eksempelvis i England, Canada og Indien. 
I planøkonomiske lande som det tidligere Sovjetunionen var størstedelen af erhvervslivet blevet nationaliseret, men også i andre lande spillede nationalisering en rolle i den politiske debat i begyndelsen af 1900-tallet. Ofte er nationaliseringer dog blevet gennemført med baggrund i økonomisk krise. Det har ofte været virksomheder indenfor transport, forsvar og infrastruktur, banker og råstofudvinding, der er blevet nationaliseret.
Nationalisering kan både finde sted med og uden kompensation til de tidligere ejere. I en lang række lande indeholder forfatningen forbud mod nationalisering uden kompensation til ejerne, ligesom Den Europæiske Menneskerettighedskonvention artikel 17 indeholder forbud mod vilkårlig berøvelse af ejendom. I Danmark indeholder Grundloven forbud mod fratagelse af ejendom, med mindre det er til fordel for almenvellet, og da alene mod fuld kompensation.